# 竜吐水

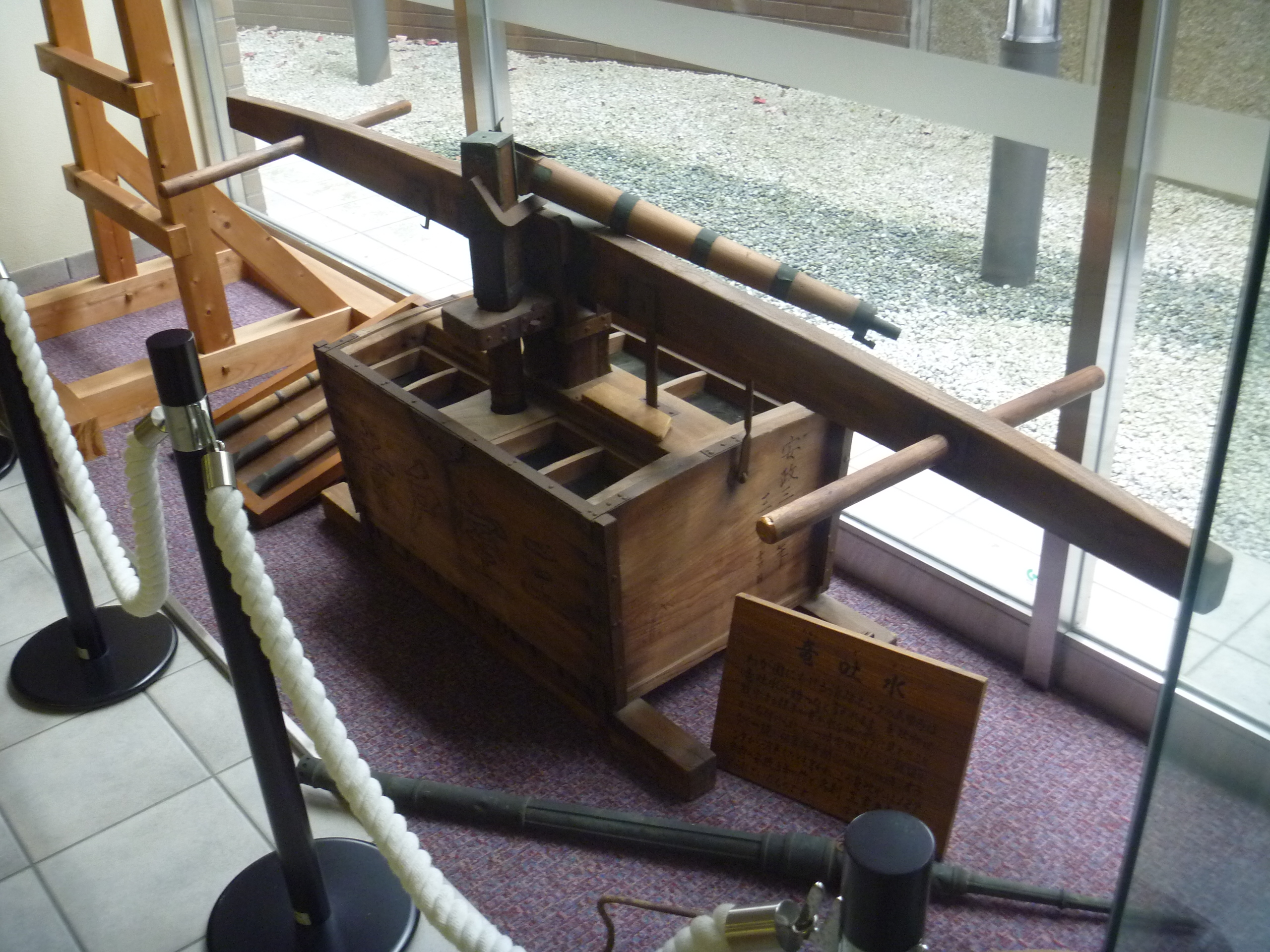
竜吐水 - 中央部に可動式放水筒が見える。

竜吐水（りゅうどすい）とは、江戸時代から明治時代にかけて用いられた消火道具（火消しの道具）である。名称は、竜が水を吐く様に見えたことからとされる。これを改良したものを雲竜水（うんりゅうすい）と呼ぶ。

## 概要
18世紀中頃の明和元年（1764年）に江戸幕府より町々に給付されたポンプ式放水具であり、火事・火災の際、屋根の上に水をかけ、延焼防止をする程度の消火能力しか持たなかったとされる（モースの絵日記にその様子が描かれている）。自身番屋に常備された。木製であり、外観形式としては箱型であり、駕籠にも似た江戸時代の消火器である。
江戸東京博物館には、明治15年（1882年）製の竜吐水が所蔵されている。
昭和時代に用いられた筒状の手押し放水具も竜吐水と呼称している博物館も見られる。
アメリカのセイラム・ピーボディー博物館が所蔵するモース・コレクションの中にも竜吐水が保管されており、水槽部の高さは53.3センチ。

## モースは酷評した竜吐水
モースの日記によれば、1877年（明治10年）7月15日条、東京において火事があった為、急いで見に行った時、使用されている風景を観たことが記述されており、日記には竜吐水による消火活動の様子が絵として描かれている。日本の諸文化に対し、高評価を与え、時間をかけて理解を深めようとする態度が度々日記に書かれているモースだが、火消しに関しては辛口な記述が残されている。まず、「最もバカげた稚拙な道具」で始まり、「放水の太さは鉛筆程度で我が国の手動ポンプにおけるような空気筒がないので、少しずつこま切れにシュシュと出るだけ」と記し、さらに、「何週間も日に当たっていた為か、乾燥し、ひび割れた隙間から空中に噴出するはめになっていた」と数々の欠陥について記し、数台の内、まともに最後まで機能したのは1、2台程度、誰かが押さえていないと酷く揺れること（小さいにもかかわらず数人で運用）、漏れ出す為に火消しがずぶ濡れになってしまっているなど、さんざんな評価を与えており、火消しの勇敢さは我が国の消防士にも劣らないが、それ以外は我が国の青年でもできる程度だと書き残している。

## 登場作品
- 童門冬二 『小説 田中久重 明治維新を動かした天才技術者』 集英社インターナショナル 2005年 ISBN 4-7976-7136-X pp.201 - 204

作中、「注水がしばしば断絶する欠陥がある」「筒先（先端）が自由に動かない」と指摘した上で、田中久重が改良して、「雲竜水」という新式の消火器を弘化4年（1847年）に考案。放水距離についても、少なくとも5間（約9メートル）以上となり、国内消火器の発展に大きく貢献したとしている。明治4年にイギリスより輸入された消火ポンプは、性能面では雲竜水とさほど変わらなかったとされる。
山本周五郎 『噴上げる花』

## 備考
- モースの日記からもわかるが、材質から乾燥には弱く、貯水性は低かったとみられる。
- 高価であり、一台は約10両であったとされる。江戸時代を通じて、貨幣価値は一定ではなかったので一概には言えないが、現在の貨幣価値では約250万円ほどとの評価がある[5]。
- 歌川国芳が描いた「成田山絵馬」にも竜吐水は描かれており、火事場へ駆けつける梯子、纏、鳶口、高提灯などを持った火消し組の隊列の後方に描かれ、さらにその後ろに竜吐水へ水を入れる大桶を持った隊員も見られる。この絵馬は、天保4年（1833年）、千組が不動明王を祀る新勝寺に奉納したもの[6]。モースが描いたスケッチと違い、彩色されており、モース・スケッチより44年も早い絵画記録といえる。
- フェリーチェ・ベアトによって、幕末期における竜吐水が横浜火消しと共に写真に撮られており[7]、1人が水槽部に乗って放水筒を上に向け、一方が片足で水槽部を押さえている（火消しの身長から比較しても、放水筒の高さは3メートルにも達していないことがわかる）。この写真からも2階建てを超える建物に対して有用性があったかは疑問が残る（モースの日記には運用中は酷く揺れるとあり、高い台座に置いて用いることは難しいと見られる）。
- 真冬であれば、放水によって逃亡する犯罪者の体温くらいは奪えるが、捕物の道具として用いられたかは疑問が残る。第一に、モースの日記には、放水の太さは鉛筆程度とあり、現代のポンプ車のように身動きまで封じる事は難しく、第二に、ベアトの写真からも3メートルに満たない放水筒は2階建ての屋根にかける程度の放水距離と見られ（モース・スケッチからもわかる）、距離によっては目潰しにもならない。第三に、ピーボディ博物館所蔵の高さ53センチの水槽部という大きさ・貯水量（ポンプ車でも1トン）からして、短時間で放水飛距離が落ちたものとわかる（その度に桶で水を入れるのは非効率といえる）。
- 少なくとも国内で120年以上続いた消火道具である。
- 数は少ないが、現在も稼働可能な竜吐水や雲竜水は、各地に残っており、消防署のイベントなどでその稼働の様子を見ることが可能な機会がある[1][5]。